# Plagiobothrys fulvus
Plagiobothrys fulvus là loài thực vật có hoa trong họ Mồ hôi. Loài này được (Hook. & Arn.) I.M. Johnst. miêu tả khoa học đầu tiên năm 1923.